# Waiśeszika

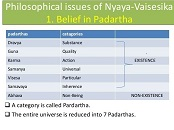
Filozofia Waiśesziki.

Waiśeszika – klasyczny system filozofii indyjskiej (zaliczany do grup astika i sat darśana). Waiseszika skupiała się na zagadnieniach metafizycznych, spopularyzowała podstawowe kategorie ontologiczne oraz metody klasyfikacji i typologii zjawisk. Za założyciela podaje się Kaṇādę o przydomku Uluka (sowa) z gotry Kaśjapa. Wczesne nauki nawiązują do koncepcji z brahmanów i Upaniszad, jednak wajsieszikowie po V w. byli zazwyczaj związani z śiwaizmem. Cechuje ją silne powinowactwo do systemu njai.

## Doktryna
Wajsieszikowie
- głosili potrzebę zrozumienia struktury świata i poznania rozróżniającego wiśesza, będącego środkiem na usunięcie cierpienia i osiągnięcie wyzwolenia, od karmana i samsary.
- podkreślali rolę prawa moralnego dharma.
- wierzyli w ponadzmysłową percepcje uzyskiwaną poprzez praktyki jogicznego skupienia. Dzięki zachodzącemu wtedy szczególnemu stanowi manasu (umysłu), atman (dusza) postrzegał sam siebie.
- używali pojęć buddhi (podstawowa funkcja uświadamiania, poznanie), awidja (niewiedza), samskara (ukryta dyspozycja karmiczna), dryszta, arszadźńana (ponadzmysłowe poznanie ryszich (mędrców)),
- głosili cykliczny charakter czasu: od maha juga dzielącej się na cztery jugi, poprzez kalpę (eon) do dnia Brahmy – gdy miało miejsce istnienie świata, a następnie maha pralai (całkowity rozpad), po której Iśwara inicjował powstawanie świata kolejny raz.
- rozwinęli argumentacje na istnienie Iśwary (Boga), w odpowiedzi na ataki niebramińskich szkół nastika. Twórcę i Pana świata opisywały cechy: wszechwiedza sarwadźńana, wszechmoc aiśwarja, nieskończoność ananta, dobre motywacje, pragnienia i działania.

## Przedstawiciele
- Kanada Kaśjapa (Zjadacz ziaren). Przydomek Sowa (Uluka) miałby upamiętniać pouczenie (darśan) i objaśnienia dharmy udzielone mu we śnie przez Śiwę Maheśwarę.
- Wakjakara
- Rawana
- Atreja
- Praśastamati
- Ćandramati – VI w.
- Praśastapada (Prasastadewaćarja)
- Śridhara Bhatta – ok. 950–1000
- Udajana – ok. 1050–1100,
- Śiwaditya Śiwaćarja – ok. 1100–1150, nauczyciel wiraśaiwizmu, pierwsza próba połączenia njai i waiśesziki
- Śri Wallabhaćarja – z Benaresu